# Aegotheles tatei
El egotelo papú  o egotelo de Rand (Aegotheles tatei) es una especie de ave caprimulgiforme de la familia Aegothelidae endémica de Papúa Nueva Guinea.  

## Distribución
Se encuentra confinado en una pequeña región del centro de la isla de Nueva Guinea, justo al sur de la Cordillera Central junto a la frontera con Indonesia.